# 深田英朗
深田 英朗（ふかだ ひであき、1918年9月9日 - 2003年）は、日本の歯学者。

## 人物・来歴
東京慈恵会医科大学専門部卒、1953年「乳歯並びに乳歯列の統計的研究」で慶応義塾大学・医学博士。日本大学歯学部小児歯科学教室教授。89年定年退職。小児歯科学。

## 著書
- 『子供の歯』医歯薬出版, 1958
- 『小児と義歯』 (歯科写真文庫) 医歯薬出版, 1958
- 『歯はみがいても悪くなる』 (ゴマブックス)ごま書房, 1975
- 『医者いらずの歯の健康法』 (Kosaido books) 広済堂出版, 1986.2

### 共編著
- 『保育歯科学』 (臨歯選書) 岩垣宏共著. 永末書店, 1955
- 『歯の健康教育 主として幼稚園・小学校を場として見た』 (臨歯選書) 山田茂 共著. 永末書店, 1956
- 『最近の小児歯科学 シンポジウム』榎恵,山下浩共編. 医歯薬出版, 1957
- 『小児ムシバ』深田英朗 等著. 医歯薬出版, 1962
- 『乳歯のアマルガム修復』 (歯科写真文庫) 浅野武男,杉田長生共著. 医歯薬出版, 1963
- 『臨床小児歯科学』石川達也共編. 医歯薬出版, 1966
- 『小児歯科ノート 診療のための資料集』編. 金原出版, 1969
- 『咬合誘導 手段としての修復と保隙装置』 (歯科写真文庫) 高山基比古,石川実共著. 医歯薬出版, 1969
- 『口腔小児科学』編. 金原出版, 1969
- 『小児齲蝕症』編. 医歯薬出版, 1970
- 『最新小児歯科学』深田英朗 [等]編. 医歯薬出版, 1971-72
- 『チェアーサイドの小児歯科』編集. 医歯薬出版, 1975
- 『小児の歯科栄養ハンドブック』赤坂守人共編集. 医歯薬出版, 1980.5
- 『小児のための歯科診療』編集. 学建書院, 1980.5
- 『小児歯科学 イヤーブック 1980』編. クインテッセンス出版, c1980
- 『小児歯科基礎実習ノート』深田英朗 [ほか]編集. 学建書院, 1983.3
- 『新小児医学大系 第39巻 A 小児口腔科学. 1』深田英朗 [ほか]著 中山書店, 1985.9
- 『学校歯科保健 Community health care』編. クインテッセンス出版, 1993.4

### 翻訳
- Joseph M.Sim『咬合誘導の臨床』医歯薬出版, 1975
- P.N.Baer, S.D.Benjamin『成長期の歯周病』本橋寿太郎共監訳, 小椋正 [等]共訳. 医歯薬出版, 1977.5